# Pseudoligosita
Pseudoligosita is een geslacht van vliesvleugeligen uit de familie Trichogrammatidae. De wetenschappelijke naam van dit geslacht is voor het eerst geldig gepubliceerd in 1913 door Girault.

## Soorten
Het geslacht Pseudoligosita omvat de volgende soorten:
- Pseudoligosita acuticlavata (Lin, 1994)
- Pseudoligosita aesopi (Girault, 1929)
- Pseudoligosita anima (Girault, 1912)
- Pseudoligosita arnoldi Girault, 1913
- Pseudoligosita babylonica Viggiani, 2005
- Pseudoligosita brevicilia (Girault, 1915)
- Pseudoligosita comosipennis (Girault, 1911)
- Pseudoligosita curvata (Lin, 1994)
- Pseudoligosita distincta (Silvestri, 1915)
- Pseudoligosita dolichosiphonia (Lin, 1994)
- Pseudoligosita elimiae (Viggiani, 1981)
- Pseudoligosita elongata (Lin, 1994)
- Pseudoligosita fasciata (Viggiani, 1981)
- Pseudoligosita fasciatipennis (Girault, 1912)
- Pseudoligosita funiculata (Girault, 1929)
- Pseudoligosita fuscipennis (Girault, 1912)
- Pseudoligosita gerlingi (Viggiani, 1972)
- Pseudoligosita gracilior (Nowicki, 1935)
- Pseudoligosita grandiocella (Lin, 1994)
- Pseudoligosita gutenbergi (Girault, 1929)
- Pseudoligosita idioceri (Viggiani, 1981)
- Pseudoligosita inermiclava (Girault, 1915)
- Pseudoligosita krygeri (Girault, 1929)
- Pseudoligosita kusaiensis (Doutt, 1955)
- Pseudoligosita longiclavata (Viggiani, 1971)
- Pseudoligosita longicornis (Lin, 1994)
- Pseudoligosita longifrangiata (Viggiani, 1981)
- Pseudoligosita lutulenta (Nowicki, 1940)
- Pseudoligosita marilandia (Girault, 1917)
- Pseudoligosita masneri Viggiani, 2005
- Pseudoligosita nephotetticum (Mani, 1939)
- Pseudoligosita nigripes (Girault, 1914)
- Pseudoligosita nowickii (Viggiani, 1981)
- Pseudoligosita numiciae (Viggiani, 1972)
- Pseudoligosita paphlagonica (Nowicki, 1935)
- Pseudoligosita phaneropterae (Viggiani, 1981)
- Pseudoligosita platyoptera (Lin, 1994)
- Pseudoligosita plebeia (Perkins, 1912)
- Pseudoligosita podolica (Nowicki, 1935)
- Pseudoligosita robusta (Viggiani, 1980)
- Pseudoligosita schlicki (Kryger, 1919)
- Pseudoligosita servadeii (Viggiani, 1982)
- Pseudoligosita tachikawai (Yashiro, 1979)
- Pseudoligosita transiscutata (Lin, 1994)
- Pseudoligosita tumidiclava (Viggiani, 1972)
- Pseudoligosita utilis (Kowalski, 1917)
- Pseudoligosita xiphidii (Ferrière, 1926)
- Pseudoligosita yasumatsui (Viggiani & Subba Rao, 1978)